# A Metropolitan Area Express megállóhelyeinek listája
A Metropolitan Area Express a TriMet által üzemeltetett vasútvillamos-hálózat az Amerikai Egyesült Államok Oregon államában, a portlandi agglomerációban. Napi 130 000 utasával az ország legkihasználtabb tramtrain-hálózata.
Az öt vonalat színek jelölik:
- Kék vonal: Hillsboro ◄► Portland, belváros ◄► Gresham[4]
- Piros vonal: Portlandi nemzetközi repülőtér ◄► Portland, belváros ◄► Beaverton[5]
- Sárga vonal: Expo Center ◄► Portland, belváros ◄► Portlandi Állami Egyetem[6]
- Zöld vonal: Clackamas ◄► Portland, belváros ◄► Portlandi Állami Egyetem[7]
- Narancssárga vonal: Portland Union Station ◄► Portland, belváros ◄► Milwaukie[8]

Az első, Portland–Gresham szakaszt 1986. szeptember 5-én, a Beaverton és Hillsboro felé vezető hosszabbítást pedig 1998-ban adták át. Miután a TriMet bevezette a színkódokat, az első, 53 kilométeres szakasz a kék, a repülőtér felé vezető a piros jelölést kapta. Az Expo Centerhez vezető sárga vonalat 2004-ben, a Portland Transit Mallt és Clackamast összekötő zöldet pedig 2009-ben nyitották meg.
A hálózat 97 megállójából hármat 2020 márciusában bezártak. 51 megálló a kék, 28 a zöld, 17 a narancssárga, 29 a piros, 17 pedig a sárga vonalon található. 39-et kettő, nyolcat pedig három vonal is érint; a viszonylatok a Pioneer Courthouse Square-nél egymásba fonódnak.
Egykor a szolgáltatási terület három díjzónára volt osztva, emellett a Portland Transit Mall térségében, a Fareless Square területén belül ingyen lehetett utazni. A zónarendszert 2012-ben felszámolták, azóta időalapú jegyeket lehet váltani.

## Megállóhelyek listája
| Név                                         | Vonal(ak) | Átszállási kapcsolatok                                                      | Megnyitva                    | P+R férőhely                 | Kép |
| ------------------------------------------- | --------- | --------------------------------------------------------------------------- | ---------------------------- | ---------------------------- | --- |
| Albina/Mississippi                          |           | 35, 85                                                                      | 2004                         | –                            |     |
| Beaverton Central                           |           | –                                                                           | 1998                         | –                            |     |
| Beaverton Creek                             |           | –                                                                           | 1998                         | 417                          |     |
| Beaverton pályaudvar                        |           | Westside Express Service 20, 42, 52, 53, 54, 57, 58, 61, 76, 78, 88         | 1998                         | –                            |     |
| Cascades                                    |           | –                                                                           | 2007                         | –                            |     |
| City Hall/SW 5th & Jefferson                |           | –                                                                           | 1986                         | –                            |     |
| SW 6th & Madison Street                     |           | –                                                                           | 1986                         | –                            |     |
| Civic Drive                                 |           | –                                                                           | 2010                         | –                            |     |
| Clackamas Town Center pályaudvar            |           | 29, 30, 33, 34, 71, 72, 79, 152, 155, 156                                   | 2009                         | 750                          |     |
| Cleveland Avenue                            |           | –                                                                           | 1986                         | 392                          |     |
| Clinton Street/SE 12th Ave                  |           | 9, 17, 70                                                                   | 2015                         | –                            |     |
| Convention Center                           |           | 6                                                                           | 1990                         | –                            |     |
| Delta Park/Vanport                          |           | 6 60 (C-Tran)                                                               | 2004                         | 304                          |     |
| E 102nd Ave                                 |           | 15, 20                                                                      | 1986                         | –                            |     |
| E 122nd Ave                                 |           | 73                                                                          | 1986                         | 612                          |     |
| E 148th Ave                                 |           | –                                                                           | 1986                         | –                            |     |
| E 162nd Ave                                 |           | 74                                                                          | 1986                         | –                            |     |
| E 181st Ave                                 |           | 87                                                                          | 1986                         | 247                          |     |
| Elmonica/SW 170th Ave                       |           | –                                                                           | 1998                         | 435                          |     |
| Expo Center                                 |           | 11                                                                          | 2004                         | 300                          |     |
| Fair Complex/Hillsboro Airport              |           | 46                                                                          | 1998                         | 396                          |     |
| Galleria/SW 10th Ave                        |           | A B NS                                                                      | 1986                         | –                            |     |
| Library/SW 9th Ave                          |           | A B NS                                                                      | 1986                         | –                            |     |
| Gateway/NE 99th Ave pályaudvar              |           | 15, 19, 22, 23, 24, 25, 87 Portland Intercity Route (Columbia Area Transit) | 1986                         | 690                          |     |
| Goose Hollow/SW Jefferson Street            |           | 6, 58, 68                                                                   | 1998                         | –                            |     |
| Gresham Central pályaudvar                  |           | FX2, 9, 20, 21, 80, 81, 82, 84 Gresham Express (Sandy Area Metro)           | 1986                         | 540                          |     |
| Gresham City Hall                           |           | 21                                                                          | 1986                         | 417                          |     |
| Hatfield Government Center                  |           | –                                                                           | 1998                         | 250                          |     |
| Hawthorn Farm                               |           | –                                                                           | 1998                         | –                            |     |
| Hillsboro Central/SE 3rd Ave pályaudvar     |           | , 46, 47, 48, 57 33 (Yamhill County Transit Area)                           | 1998                         | –                            |     |
| Hollywood/NE 42nd Ave pályaudvar            |           | 66, 75, 77                                                                  | 1986                         | –                            |     |
| Interstate/Rose Quarter                     |           | 35                                                                          | 2004                         | –                            |     |
| Kenton/N Denver Ave                         |           | –                                                                           | 2004                         | –                            |     |
| Kings Hill/SW Salmon Street                 |           | 2020 márciusában megszűnt.                                                  | 2020 márciusában megszűnt.   | 2020 márciusában megszűnt.   |     |
| Lents Town Center/SE Foster Rd              |           | 10, 14, 73                                                                  | 2009                         | –                            |     |
| Lincoln Street/SE 3rd Ave                   |           | 9, 17                                                                       | 2015                         | –                            |     |
| Lloyd Center/NE 11th Ave                    |           | 70 157 (C-Tran)                                                             | 1986                         | –                            |     |
| Mall/SW 4th Ave                             |           | 2020 márciusában megszűntek.                                                | 2020 márciusában megszűntek. | 2020 márciusában megszűntek. |     |
| Mall/SW 5th Ave                             |           | 2020 márciusában megszűntek.                                                | 2020 márciusában megszűntek. | 2020 márciusában megszűntek. |     |
| Merlo Rd/SW 158th Ave                       |           | 67                                                                          | 1998                         | –                            |     |
| Millikan Way                                |           | 62                                                                          | 1998                         | 400                          |     |
| Milwaukie/Main Street                       |           | 29, 32, 33, 34                                                              | 2015                         | –                            |     |
| Morrison/Southwest 3rd Ave                  |           | –                                                                           | 1986                         | –                            |     |
| Yamhill District                            |           | –                                                                           | 1986                         | –                            |     |
| Mount Hood Ave                              |           | –                                                                           | 2001                         | –                            |     |
| N Killingsworth Street                      |           | 72                                                                          | 2004                         | –                            |     |
| North Lombard pályaudvar                    |           | 4, 75                                                                       | 2004                         | –                            |     |
| N Prescott Street                           |           | –                                                                           | 2004                         | –                            |     |
| NE 7th Ave                                  |           | NS                                                                          | 1986                         | –                            |     |
| NE 60th Ave                                 |           | 71                                                                          | 1986                         | –                            |     |
| NE 82nd Ave                                 |           | 72, 77                                                                      | 1986                         | –                            |     |
| NW 5th & Couch Street                       |           | –                                                                           | 2009                         | –                            |     |
| NW 6th & Davis Street                       |           | –                                                                           | 2009                         | –                            |     |
| Oak Street/SW 1st Ave                       |           | 16                                                                          | 1986                         | –                            |     |
| Old Town/Chinatown                          |           | 4, 8, 16, 35, 44, 77                                                        | 1986                         | –                            |     |
| OMSI/SE Water                               |           | 9, 17 A B                                                                   | 2015                         | –                            |     |
| Orenco                                      |           | 47                                                                          | 1998                         | 180                          |     |
| Overlook Park                               |           | –                                                                           | 2004                         | –                            |     |
| Parkrose/Sumner pályaudvar                  |           | 12, 21, 71, 73 65 (C-Tran)                                                  | 2001                         | 193                          |     |
| Pioneer Place/SW 5th                        |           | –                                                                           | 2009                         | –                            |     |
| Pioneer Courthouse/SW 6th                   |           | –                                                                           | 2009                         | –                            |     |
| Pioneer Square North                        |           | –                                                                           | 1986                         | –                            |     |
| Pioneer Square South                        |           | –                                                                           | 1986                         | –                            |     |
| Portland International Airport              |           | –                                                                           | 2001                         | –                            |     |
| Providence Park                             |           | 15, 18, 51, 63                                                              | 1997                         | –                            |     |
| PSU South/SW 5th & Jackson Street           |           | –                                                                           | 2012                         | –                            | –   |
| PSU South/SW 6th & College Street           |           | –                                                                           | 2012                         | –                            |     |
| PSU Urban Center/SW 5th & Mill Street       |           | –                                                                           | 2009                         | –                            |     |
| PSU Urban Center/SW 6th & Montgomery Street |           | –                                                                           | 2009                         | –                            | –   |
| Quatama                                     |           | –                                                                           | 1998                         | 310                          |     |
| Rockwood/East 188th Ave                     |           | 25, 87                                                                      | 1986                         | –                            |     |
| Rosa Parks                                  |           | 44                                                                          | 2004                         | –                            |     |
| Rose Quarter pályaudvar                     |           | 4, 8, 35, 44, 77, 85                                                        | 1986                         | –                            |     |
| Ruby Junction/E 197th Ave                   |           | –                                                                           | 1986                         | –                            |     |
| SE 17th Ave & Holgate Blvd                  |           | 17, 70                                                                      | 2015                         | –                            |     |
| SE 17th Ave & Rhine Street                  |           | 17, 70                                                                      | 2015                         | –                            |     |
| SE Bybee Blvd                               |           | 19                                                                          | 2015                         | –                            |     |
| SE Division Street                          |           | FX2                                                                         | 2009                         | –                            |     |
| SE Flavel Street                            |           | 19                                                                          | 2009                         | –                            |     |
| SE Fuller Road                              |           | –                                                                           | 2009                         | 630                          |     |
| SE Holgate Blvd                             |           | 17                                                                          | 2009                         | 125                          |     |
| SE Main Street                              |           | 15                                                                          | 2009                         | 420                          |     |
| SE Park Ave                                 |           | 33, 99                                                                      | 2015                         | 401                          |     |
| SE Powell Blvd                              |           | 9                                                                           | 2009                         | 391                          |     |
| SE Tacoma/Johnson Creek                     |           | 34, 99                                                                      | 2015                         | 318                          |     |
| Skidmore Fountain                           |           | 12, 19, 20                                                                  | 1986                         | –                            |     |
| S Waterfront/S Moody                        |           | 9, 17, 35, 36 A B NS                                                        | 2015                         | –                            |     |
| SW 5th & Oak Street                         |           | –                                                                           | 2009                         | –                            |     |
| SW 6th & Pine Street                        |           | –                                                                           | 2009                         | –                            |     |
| Sunset pályaudvar                           |           | 20, 48, 50, 59, 62 5 (The Wave)                                             | 1998                         | 622                          |     |
| Tuality Hospital/SE 8th Ave                 |           | –                                                                           | 1988                         | –                            |     |
| Union Station/NE 5th & Glisan Street        |           | 5 (The Wave), Greyhound Lines                                               | 2009                         | –                            |     |
| Union Station/NW 6th & Hoyt                 |           | 5 (The Wave), Greyhound Lines                                               | 2009                         | –                            |     |
| Washington Park                             |           | 63                                                                          | 1998                         | –                            |     |
| Washington/SE 12th Ave                      |           | 47                                                                          | 1998                         | –                            |     |
| Willow Creek/SW 185th Ave pályaudvar        |           | 52, 59, 88 2, 6 (Columbia County Rider)                                     | 1998                         | 595                          |     |

## Fordítás
- Ez a szócikk részben vagy egészben  a   List of MAX Light Rail stations című angol Wikipédia-szócikk ezen változatának fordításán alapul.  Az eredeti cikk szerkesztőit annak laptörténete sorolja fel. Ez a jelzés csupán a megfogalmazás eredetét és a szerzői jogokat jelzi, nem szolgál a cikkben szereplő információk forrásmegjelöléseként.